# Comesperma xanthocarpum
Comesperma xanthocarpum là một loài thực vật có hoa trong họ Polygalaceae. Loài này được Steud. mô tả khoa học đầu tiên năm 1845.